# Professor Tulpplein
Het Professor Tulpplein (officieel Prof. Tulpplein) is een plein in Amsterdam-Centrum.

## Geschiedenis en ligging
Het plein kreeg zijn naam per raadsbesluit van 29 september 1875, als plein voor het Amstel Hotel. Het werd vernoemd naar Nicolaas Tulp, die wel "professor" werd genoemd, maar nooit hoogleraar is geweest. Wel gaf hij les aan het chirurgijnsgilde, en werd hij in die hoedanigheid vereeuwigd door Rembrandt.
Plein en hotel liggen grotendeels op een aangeplempt stukje land op de waterkruising Amstel en Singelgracht, ten zuiden van het afgebroken Bolwerk Oosterblokhuis. Het oorspronkelijke plan van Sarphati uit 1862 reikte veel verder: hij wilde langs beide Amsteloevers een stadsuitbreiding vol allure met boulevards, parken, pleinen en villa's en ook arbeiderswoningen. Met de dood van Sarphati stierf ook dit plan een zachte dood.
Het plein is gelegen tussen de Sarphatistraat en de Singelgracht en haar Huddekade. Het heeft sinds 1883 middels de Tulpbrug een verbinding met de Mauritskade en de Weesperzijde. Deze moest eind jaren zestig vernieuwd worden, want het oostelijk talud van de Torontobrug zou de oude blokkeren.
Vanaf het plein loopt de Professor Tulpstraat richting de Huddestraat.

## Gebouwen
Het plein heeft slechts een oneven huisnummer. Het rijksmonument Amstel Hotel op huisnummer 1 neemt dan ook de volledige westkant van het plein in beslag. Even huisnummers lopen op van 2 tot 24, hoewel huisnummer 6 ontbreekt. Er is nog oorspronkelijke bebouwing aan die zijde, zo vormt de zijgevel van Sarphatistraat 16 ongeveer 25 % van de gevelwand. Er is ook nieuwbouw zoals wooncomplex De Tulp, van de architecten Hans Van den Oever en Wout Zaaijer (OZ Architect) uit de 21e eeuw.

## Professor Tulpplein 4
Bijzonder is het complex Professor Tulpplein 4 en Professor Tulpstraat 2-18 van Nicolaas Vos. Het gebouw aan het plein bood in eerste instantie onderdak aan de stalhouder van het Amstel Hotel. Daarna werd het gebouw steeds verder uitgebreid vanwege de diamanthandel, die enige tijd gevoerd werd in het hotel, maar een apart gebouw nodig had. Dat trok diamantairs aan, die kwamen te wonen in de straat. Het complex werd in 2002 tot gemeentelijk monument verklaard, niet alleen vanwege de bouwkundige kwaliteiten, maar ook als Joods Cultureel Erfgoed binnen de Joodse diamanthandel. Dit was onder meer terug te vinden in de vestiging van de Joodse Raad afdeling onderwijs dat in de straat op nr. 17 gevestigd was.

## Kunst
Op het middenplein staat het beeld Jonge Rembrandt en Wim van Hoorn

## Openbaar vervoer
Van 1904-05 tot 1942 reden tram 3 en 8 over het plein. Van 1925 tot 1940 had bus D er zijn standplaats.

## Afbeeldingen

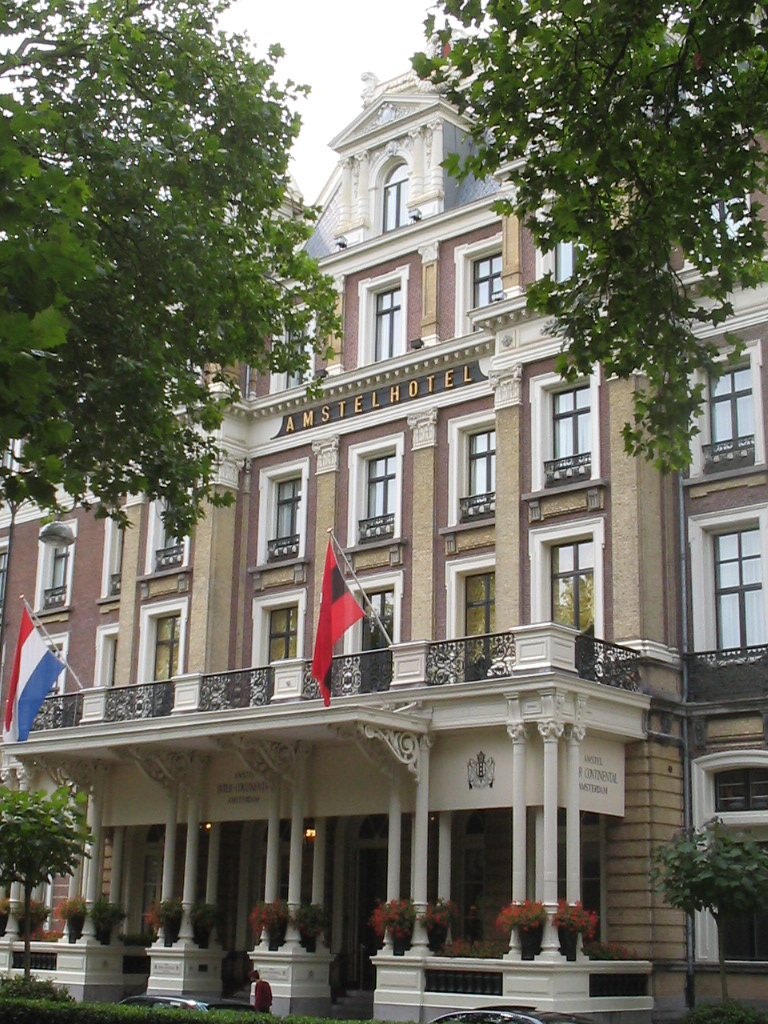
Het Amstel Hotel aan het Professor Tulpplein (juli 2005)
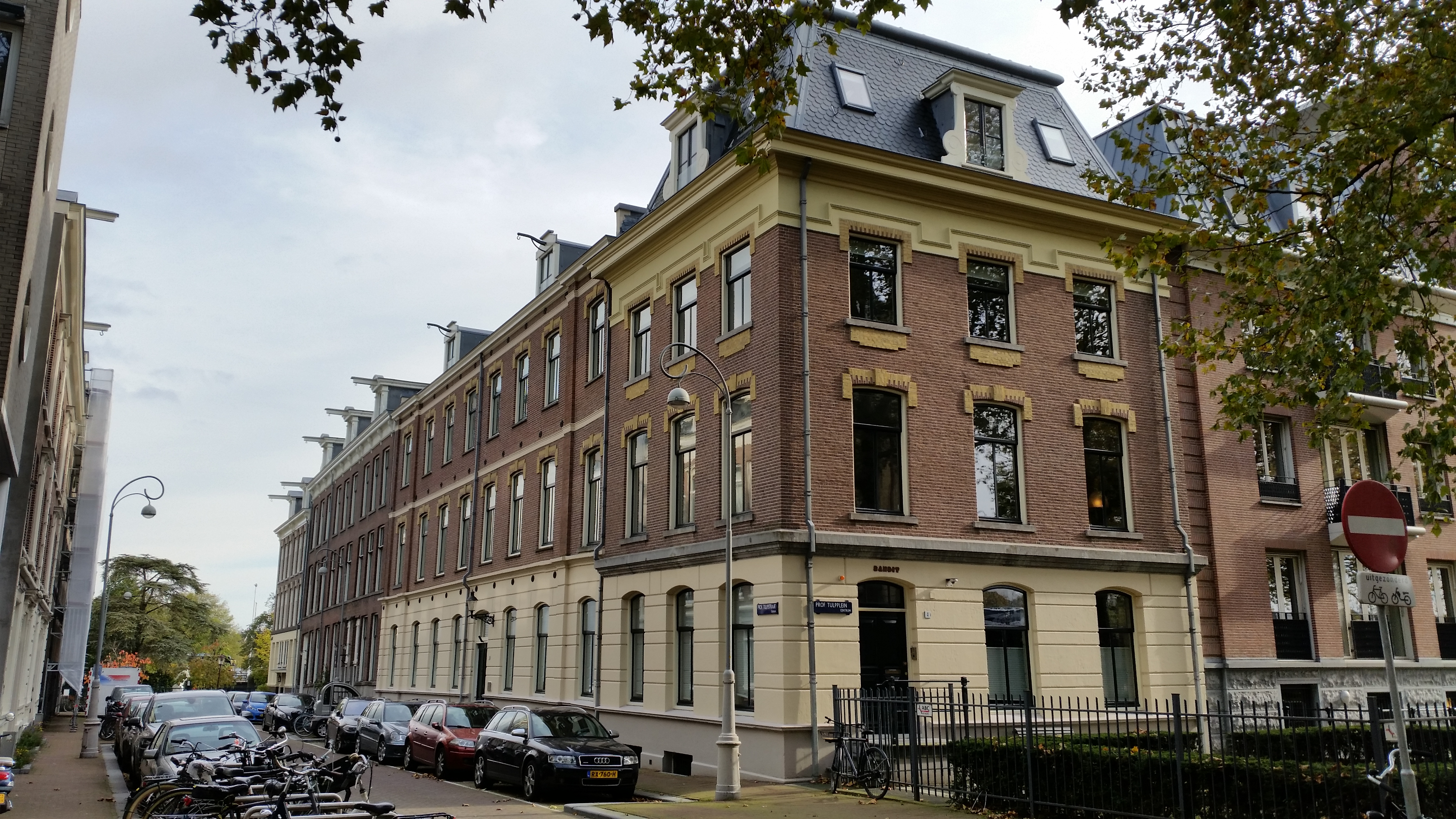
gemeentelijk monument Tulpstraat/Tulpplein (oktober 2019)
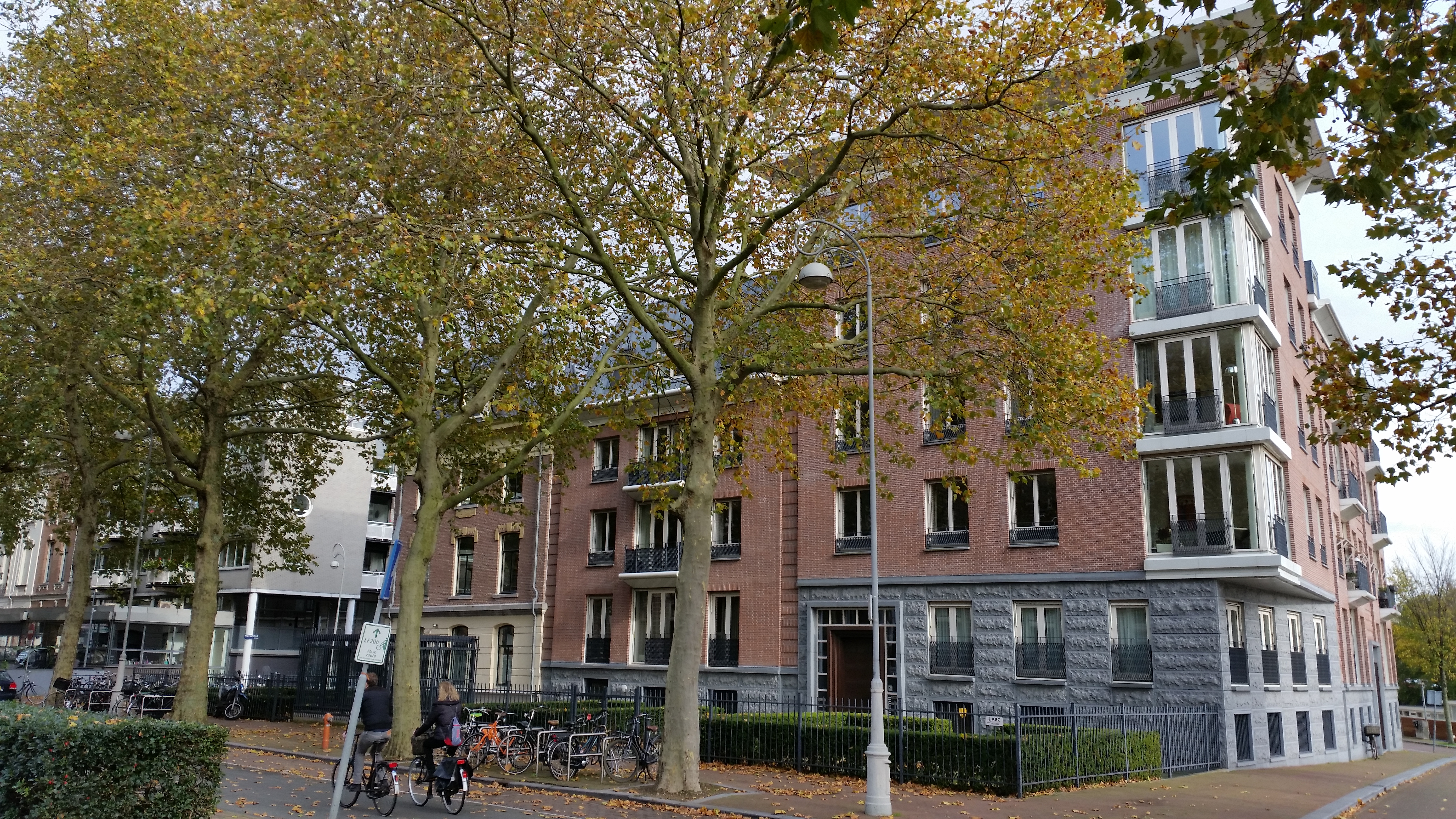
De Tulp (oktober 2019)
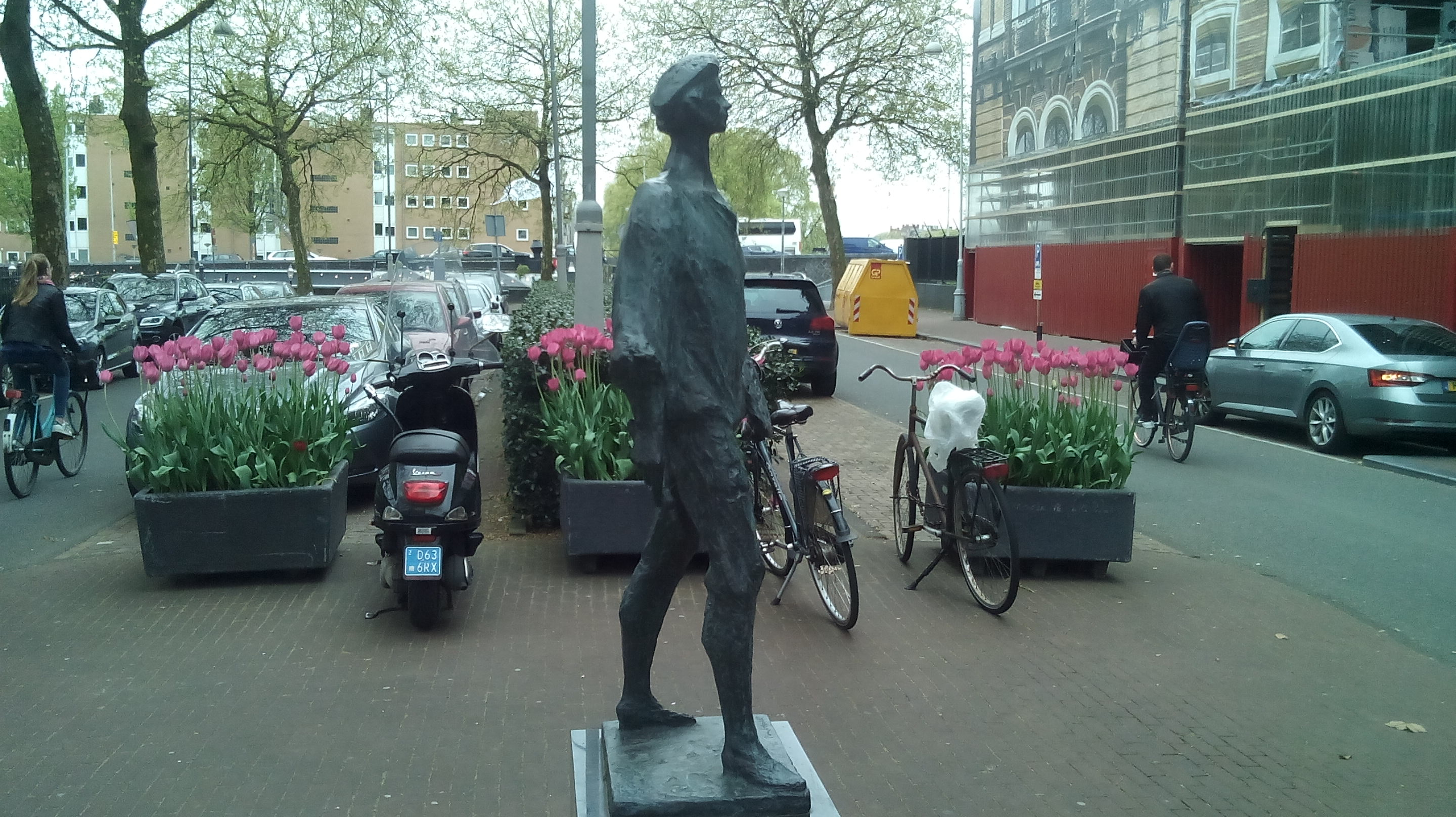
Jonge Rembrandt tussen de tulpen (april 2017)

1. ↑  https://stadsherstel.nl/monumenten/professor-tulpstraat-22-28/